# 東洋花花介
東洋花花介（学名：Callistocythere japonica）为細花介科花花介屬下的一个种。